# 西原廉太
西原 廉太（にしはら れんた、1962年8月26日 - ）は、日本聖公会の聖職者、日本の神学者。教名はアシジのフランシス。第22代立教大学総長。立教大学文学部キリスト教学科、立教大学大学院キリスト教学研究科教授。専門はアングリカニズム（英国宗教改革神学）、エキュメニカル神学。
立教大学文学部長、大学院文学研究科委員長、立教学院副院長・常務理事（社会連携担当）、立教大学副総長などを歴任。聖公会神学院特任教員・校長補佐。日本聖公会中部教区主教。桜美林学園理事。聖路加国際大学理事。日本クリスチャン・アカデミー評議員。日本聖公会管区渉外主査。日本聖公会管区共通試験委員会委員（教理）。日本聖公会教礼組委員（教理）。日本聖公会エキュメニズム委員会委員長。世界聖公会－世界改革派国際委員会(IRAD)前委員。世界聖公会－ルーテル教会国際委員会(ALIC)前委員。世界聖公会エキュメニカル関係常置委員会(IASCER)前委員。世界聖公会大学連合会(CUAC)理事。世界教会協議会（英語: World Council of Churches; WCC）中央委員。日本基督教学会理事・学会誌編集委員長・前専務理事。キリスト教学校教育同盟理事長。日本キリスト教協議会(NCC)元副議長、同信仰と職制委員会委員長、常議員。世界宗教者平和会議(WCRP)平和研究所副所長。博士（神学・関西学院大学）。

## 概要
京都府生まれ。同志社高等学校を経て、1987年京都大学工学部金属工学科卒業、1991年まで日本聖公会中部教区名古屋学生センター主事、1994年聖公会神学院卒業、1995年立教大学大学院文学研究科組織神学専攻博士課程前期課程修了、日本聖公会執事、1996年司祭、1998年立教大学文学部キリスト教学科専任講師、2000年助教授、2007年教授。2013年、博士号（神学）を取得。2019年11月3日（日）4日（月）に行われた第91（定期）教区会において次期教区主教選挙にて選出され、主教被選者となる。2020年10月24日（土）名古屋聖マタイ教会にて、正式に主教按手、中部教区主教に着座。
2020年前期放送のNHK「連続テレビ小説」第102作「エール」にてキリスト教考証をつとめる。
2020年12月、立教学院理事会において立教大学総長に選任された。

## 著書・編著・訳書

### 著書
- 『リチャード・フッカー　その神学と現代的意味』聖公会出版、1995年。ISBN 4-88274-079-6。
- 西原廉太『聖公会が大切にしてきたもの』聖公会出版、2012年。ISBN 978-4-88274-211-1。

（続版：教文館、2016年。ISBN 978-4-7642-6125-9。）
- 西原廉太『続・聖公会が大切にしてきたもの　宣教の課題と可能性』聖公会出版、2012年。ISBN 978-4-88274-236-4。
- 西原廉太『聖公会の職制論　エキュメニカル対話の視点から』聖公会出版、2013年。ISBN 978-4-88274-249-4。

### 共編著・監修
- 『総説キリスト教史 3(近・現代篇)』荒井献・出村彰監修、栗林輝夫・水谷誠共著　日本キリスト教団出版局、2007年
- 『神学とキリスト教学 その今日的な可能性を問う』神代真砂実・川島堅二・深井智朗・森本あんり共著、キリスト新聞社、2009年
- 『ほかに神があってはならない』大貫隆,月本昭男共監修 聖公会出版 日本版インタープリテイション  2013
- 『栗林輝夫セレクション１　日本で神学する』西原廉太、大宮有博編　新教出版社　2017

### 訳書
- W.J.ウルフ編『聖公会の中心』聖公会出版、1995年
- セロ・H.パウルス『この時代を見分ける 歴史・聖書・教会そして今日の宣教』大倉一郎共訳、新世社、2001年